# Chrysis germari germari
Chrysis germari germari é uma subespécie de insetos himenópteros, mais especificamente de vespas pertencente à família Chrysididae.
A autoridade científica da subespécie é Wesmael, tendo sido descrita no ano de 1839.
Trata-se de uma subespécie presente no território português.